# Pepijn van Halderen
Pepijn van Halderen (Middelburg, 30 mei 1973) is een Nederlands acteur. In 1991 behaalde hij zijn Atheneum-diploma. Van 1988 tot 1993 was Pepijn lid van het Nederlands kindertheater. Van 2008 tot 2013 was Pepijn elke werkdag te zien in de jeugdserie SpangaS als sportleraar Kars ter Veldt. In september 2009 is hij enkele seconden te zien in de film SpangaS op Survival.

## Carrière
- Voor hete vuren (1995)
- Unit 13 (1997)
- Goudkust (1998)
- Rozengeur & Wodka Lime (2005)
- On-board veiligheidsfilm Transavia (2005)
- Onderweg naar Morgen - Ober restaurant Seepaert (1995)/ Dokter Suurland (2005)
- Goede tijden, slechte tijden - Eric Mandemaker (2006)
- Flikken Maastricht - Barman (Afl. Klappen, 2007)
- Lama Gezocht- Kandidaat (2007)
- SpangaS - Kars ter Veldt (2008-2013)
- Mega Mindy en de Schitterende Smaragd - Agent en dief Dennis
- SpangaS op Survival - Kars ter Veldt (2009)
- XMIX - Dierenverzorger (2010)
- Lijn 32 - Dokter (2012)
- Moordvrouw - Gevangen begeleider (2012)
- Naar het einde van de straat(kort) Lola's vader (2013)